# Łubowo (województwo zachodniopomorskie)
Łubowo (niem. Lubow) – wieś w Polsce położona w województwie zachodniopomorskim, w powiecie szczecineckim, w gminie Borne Sulinowo, nad jeziorem Lubicko Wielkie (pow. 168 ha, głębokość 36,2 m, na jeziorze znajduje się wyspa Lubicka – ok. 25 ha), w pasmie jezior Pojezierza Drawskiego (w promieniu kilkunastu km od wsi liczne zbiorniki jeziorne), przy drodze krajowej nr 20 Stargard Szczeciński – Szczecinek – Gdynia. 
W latach 1946–54  siedziba gminy Łubowo, następnie do 1972 r. siedziba gromady Łubowo.

## Historia
Pierwsze informacje o osadnictwie na terenach dzisiejszego Łubowa pochodzą z VI-V wieku p.n.e. Natrafiono tu również na znaleziska z epoki brązu. Tzw. „sosnowa górka”, znajdująca się w pobliżu łubowskiego kąpieliska nad jeziorem Lubicko Wielkie, była miejscem kultu słowiańskich bóstw. W 1925 r. niemieccy rybacy wyłowili z jeziora słup kultowy przedstawiający Belbuka – opiekuńczego bożka osady. Na terenie Łubowa-Kolonii odkryto groby skrzynkowe – pozostałość kultury wschodnioeuropejskiej. Przez długi czas ziemie te znajdowały się pod władaniem zakonu templariuszy. 
W 1668 Łubowo liczyło zaledwie 100 osób – duża część jego mieszkańców uciekła, zginęła lub została wypędzona w wyniku wojen, zarazy i pomorów. Funkcjonowało wówczas gospodarstwo sołtysa z 2 sołtysami, karczma, 5 wolnych gospodarstw, z dawnych 26 półgospodarstw zostało tylko 11, a z dawnych 6 zagród wyrobników pozostało 5. Gospodarstwa były wyniszczone, a uprawy ograniczone do minimum z powodu braku pracowników, zwierząt pociągowych i ziarna na zasiew. Folwark posiadał tylko 14 sztuk bydła (wcześniej stan wynosił ponad 100 zwierząt), 9 świń (dawniej ponad 50) i 249 owiec z wcześniejszego stada liczącego  500–1000 zwierząt.
Miejscowość została zajęta przez oddziały Armii Czerwonej 3 marca 1945. 20 maja 1945 w Łubowie utworzono gminę, w której skład weszło 26 miejscowości położonych w 12 sołectwach.
Obecnie miejscowość liczy ok. 1300 mieszkańców. W Łubowie znajduje się Zespół Szkół (szkoła podstawowa i gimnazjum), Zakład Przemysłu Drzewnego i Ośrodek Zdrowia. 
Rozbudowuje się baza turystyczna – rozwijają się gospodarstwa agroturystyczne, powstają pola namiotowe z dostępem do wody pitnej. 
W Łubowie znajduje się również neoromański kościół z 1734 r., przebudowany w 1863 r., z późnogotyckim tryptykiem z końca XV w. względnie ok. 1510 r. Figury w środkowej części przedstawiają NMP w otoczeniu świętych (Jakuba i Antoniego), skrzydła natomiast zawierają rzeźby 12 innych świętych. Po kradzieży w 1994 roku tryptyk został poddany renowacji. Parafii Wniebowzięcia NMP podlega pięć kościołów filialnych. 